# جوليان كاسترو (سياسي)
جوليان كاسترو (بالإنجليزية: Julian Castro) (خوليان بالنطق الإسباني، هوليان بالنطق الأمريكي؛ ولد في 16 سبتمبر 1974)، وهو سياسي ديمقراطي أمريكي شغل منصب وزير الإسكان والتنمية الحضرية في الولايات المتحدة في عهد الرئيس باراك أوباما من عام 2014 إلى 2017.
من عام 2009 إلى عام 2014، عمل كاسترو كرئيس لبلدية سان أنطونيو، تكساس، حتى دعي من قبل الرئيس الأمريكي باراك أوباما للانضمام إلى مجلس الوزراء في واشنطن، ويذكر أن كاسترو مرشح محتمل لمنصب نائب الرئيس إذا فازت هيلاري كلينتون في الانتخابات الرئاسية الأمريكية 2016.

## روابط خارجية
- جوليان كاسترو على موقع IMDb (الإنجليزية)
- جوليان كاسترو على موقع قاعدة بيانات الفيلم (الإنجليزية)